# Fanny (1961)
Fanny is een Amerikaanse film van Joshua Logan die werd uitgebracht in 1961. 
Fanny is de verfilming van de gelijknamige Broadwaymusical uit 1954, die gebaseerd is op de Marseille-trilogie van Marcel Pagnol.

## Verhaal
Het verhaal speelt zich af in de Vieux-Port van Marseille, meer bepaald in de Bar de la Marine, tijdens het Interbellum. Fanny is een schelpenverkoopstertje en de dochter van Honorine, de plaatselijke visverkoopster. Ze is sinds lang verliefd op Marius, de zoon van César, de patron van de Bar de la Marine. Ook Marius houdt van Fanny maar hij geeft niet echt toe aan zijn gevoelens. Marius droomt immers van 'elders'. Zijn kop wordt zot gemaakt door Piquoiseau, bijgenaamd de admiraal, die zelf nooit is kunnen vertrekken. Marius voelt zich onweerstaanbaar aangetrokken door de zee en het avontuur. Daardoor kan hij zijn ware gevoelens voor Fanny niet juist inschatten. 
Om Marius jaloers te maken laat Fanny zich de avances van de rijke veel oudere zeilmaker Panisse welgevallen. Haar manoeuvre lukt en daarop verklaart Marius haar zijn liefde. Als Honorine haar dochter met Marius in bed betrapt, klopt ze heel verontwaardigd bij César aan. Beide ouders vinden het dan ook meer dan gepast dat hun kinderen zo spoedig mogelijk trouwen. Wanneer Marius net dan eindelijk de gelegenheid krijgt om aan te monsteren en per schip de wereld te verkennen begrijpt Fanny hem en offert ze zich op. Ze blijft alleen achter, overmand door verdriet. Wat later stemt ze toe in een huwelijk met Panisse, zo heeft haar kind meteen een vader. 
Na een lange afwezigheid komt Marius weer thuis in Marseille. Hij gaat zijn vader opzoeken en ontmoet wat later Fanny en Panisse. Hij verneemt dat Fanny met Panisse is getrouwd en dat ze moeder is geworden, van Césariot die al een flinke jongen is geworden. Al vlug heeft hij uitgerekend dat hij de vader is. Panisse geeft Marius te verstaan dat, als hij Fanny met zich wil meenemen, Césariot bij hem zal blijven. Waarop Marius misnoegd van het toneel verdwijnt. 
Op een dag voert de admiraal Césariot met zijn bootje tot bij Marius. Deze werkt in een garage buiten Marseille. Panisse, die een zwak hart heeft, verneemt dat zijn zoon is verdwenen en hij valt flauw. Fanny komt haar zoon op het spoor en vindt hem bij Marius. Ze neemt hen alle twee mee naar haar huis. Panisse zegt dat hij altijd heeft geweten dat Fanny en Marius van elkaar zijn blijven houden. Vanop zijn ziekbed dicteert hij een brief waarin hij de wens uitdrukt dat Fanny en Marius trouwen. Op die manier zal hij rustig kunnen sterven in de wetenschap dat Césariot een 'echte' vader zal hebben.

## Rolverdeling
| Acteur              | Personage                                                         |
| ------------------- | ----------------------------------------------------------------- |
| Leslie Caron        | Fanny Cabanisse                                                   |
| Horst Buchholz      | Marius Ollivier                                                   |
| Charles Boyer       | César Ollivier, de vader van Marius, baas van de Bar de la Marine |
| Maurice Chevalier   | Honoré Panisse, de zeilmaker en -hersteller                       |
| Georgette Anys      | Honorine Cabanisse, de moeder van Fanny                           |
| Salvatore Baccaloni | Escartefigue, de kapitein van de veerboot                         |
| Lionel Jeffries     | monsieur Brun, verificateur bij de douane                         |
| Raymond Bussières   | Piquoiseau, de admiraal                                           |
| Victor Francen      | de oudere broer van Panisse                                       |